# Leszek Kowalczyk
Leszek Kowalczyk (ur. 7 kwietnia 1970 w Rykach) – polski polityk, przedsiębiorca i samorządowiec, poseł na Sejm IX kadencji.

## Życiorys
W 1992 ukończył Policealne Studium Elektroniczne w Dęblinie. Studiował w Szkole Głównej Gospodarstwa Wiejskiego w Warszawie i na Akademii Rolniczej w Lublinie. Na początku lat 90. podjął pracę jako chłodniarz, następnie zajął się prowadzeniem własnej działalności gospodarczej w zakresie chłodnictwa i klimatyzacji.
Wstąpił do Prawa i Sprawiedliwości. W 2018 został wybrany na radnego Sejmiku Województwa Lubelskiego, w którym objął funkcję przewodniczącego klubu radnych swojego ugrupowania. W wyborach parlamentarnych w 2019 kandydował do Sejmu w okręgu lubelskim, otrzymując 6020 głosów. Mandat posła IX kadencji objął w listopadzie 2022, zastępując w parlamencie Jerzego Bieleckiego (po uprzedniej rezygnacji ze strony Lecha Sprawki). W 2023 bezskutecznie ubiegał się o wybór na kolejną kadencję Sejmu. W wyborach samorządowych w 2024 kandydował natomiast bez powodzenia do rady powiatu ryckiego z listy Prawicowego Ruchu Samorządowego.

## Życie prywatne
Syn Juliana i Marianny, brat Henryka Kowalczyka. Żonaty, ma trzech synów.